# Mecynometa argyrosticta
Mecynometa argyrosticta är en spindelart som beskrevs av Simon 1907. Mecynometa argyrosticta ingår i släktet Mecynometa och familjen käkspindlar. Inga underarter finns listade i Catalogue of Life.